# Patera de Stopes
Stopes Patera
Pour les articles homonymes, voir Stopes.
La patera de Stopes (désignation internationale : Stopes Patera) est une patera située sur Vénus dans le quadrangle de Bell Regio. Elle a été nommée en référence à Marie Stopes, paléobotaniste britannique (1880–1959).